# Leon Szymański (1892–1939)
Leon Szymański (ur. 1 stycznia 1892 r. w Toruniu, zm. jesienią 1939 rozstrzelany przez Niemców w lasach podtoruńskiej Barbarki) – bajończyk i hallerczyk, ogrodnik, społecznik i bibliotekarz z Podgórza i Torunia, kawaler Orderu Virtuti Militari. 

## Życiorys

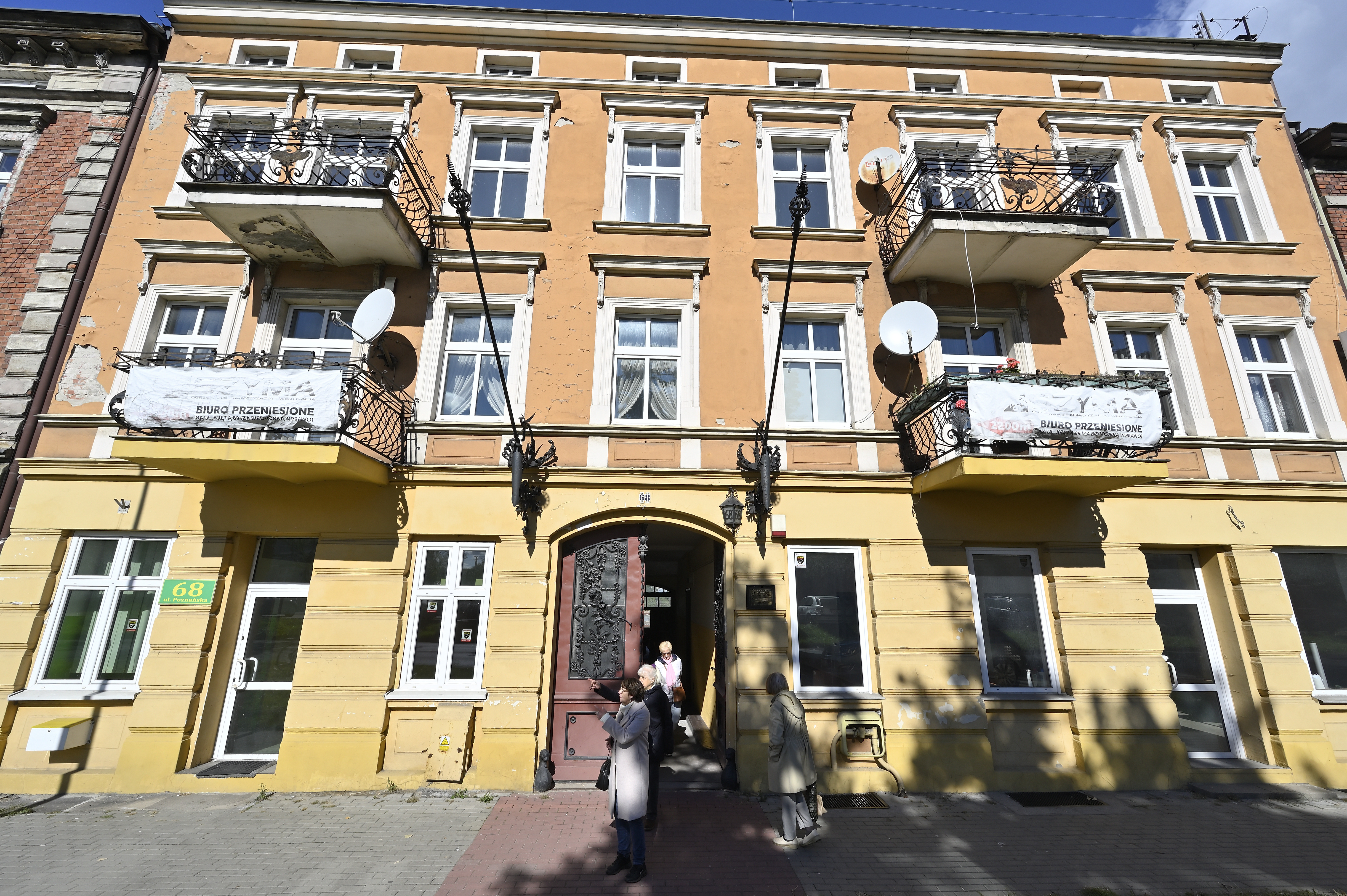
Kamienica, w której mieszkał Leon Szymański (Podgórz)

Urodził się w katolickiej rodzinie urzędnika pocztowego Antoniego i Magdaleny z d. Głownia. W Pawlikowicach, w pobliżu Wieliczki, ukończył szkołę ludową prowadzoną przez oo. michalitów. Został absolwentem szkoły ogrodniczej w Tarnowie, otrzymał stypendium za dobre wyniki w nauce. Wyjechał w podróż po Europie (do Szwajcarii, Francji i Anglii), by zapoznać się z osiągnięciami w ogrodnictwie. Wybuch I wojny światowej zastał go w Paryżu. Poznał tam m.in. Polaków emigrantów skupionych wokół powieściopisarza Wacława Gąsiorowskiego i rodzeństwa Marii i Władysława Zamoyskich. Walczył w polskiej armii w ramach francuskiej Legii Cudzoziemskiej. Współtworzył powstały w sierpniu 1914 r. z polskich ochotników do armii francuskiej niewielki polski legion (właściwie tylko kompanię). Od miejsca sformowania (w Bayonne) nazywano jego żołnierzy bajończykami (zostali wcieleni do 2. Pułku Marszowego w ramach 1. Pułku Cudzoziemskiego, jako 2. kompania Batalionu C). Był współfundatorem pierwszego paryskiego sztandaru bajończyków. W Paryżu i na froncie w Szampanii przyjaźnił się z pierwszym chorążym sztandaru Władysławem Szujskim. W trakcie walk Francuzów z Niemcami był dwukrotnie ciężko ranny, najdotkliwiej pod Arras 9 maja 1915 r. (podczas ataku na tzw. Ouvrages-Blancs, czyli Białe Szańce, w czasie zdobywania wzgórza Vimy). Do wolnej Polski wrócił z Błękitną Armią gen. Józefa Hallera. 
Przybył w 1920 r. do Torunia, wówczas stolicy województwa pomorskiego, pracował tam w Pomorskiej Izbie Rolniczej – był naczelnikiem Wydziału Ogrodnictwa aż do momentu, gdy po trzech latach założył własną firmę. Zamieszkał w pobliskiej miejscowości Podgórz, wówczas położonej w powiecie toruńskim. Założył rodzinę – pojął za żonę Franciszkę z d. Tylman, mieli ośmioro dzieci. Był uznanym ogrodnikiem i kupcem w tej branży. Propagował misję zakładania winnic w Podgórzu, Toruniu i w całym kraju. Za tę działalność został uhonorowany francuskim Orderem Zasługi Rolniczej (Ordre du Mérite Agricole). Przygotowywał do wydania podręcznik „Hodowla warzyw i krajowa produkcja nasion” (nie został opublikowany). Był społecznikiem w Podgórzu i Toruniu, działał m.in. w podgórskiej parafialnej Lidze Katolickiej i Akcji Katolickiej, był prezesem i bibliotekarzem Bractwa Niepokalanie Poczętej Najświętszej Marji Panny Królowej Polski w Podgórzu. Stworzył bibliotekę maryjną o statusie biblioteki publicznej w Podgórzu. Kultywował pamięć o czynie zbrojnym bajończyków i hallerczyków, w kraju i we Francji. Jesienią 1939 r., po wkroczeniu Niemców do Torunia i Podgórza, został bez wyroku sądu uwięziony w Forcie VII i rozstrzelany w egzekucji zbiorowej w lasach Barbarki.

## Upamiętnienie
Wszystkich zamordowanych w lasach Barbarki pomorskich patriotów, spoczywających tam w mogiłach zbiorowych, upamiętnia pomnik. W jego pobliżu po II wojnie światowej powstały symboliczne mogiły, pośród nich można odnaleźć mogiłę Leona Szymańskiego, bajończyka. Ma on również drugą symboliczną mogiłę – tablicę pamiątkową na starym cmentarzu w Podgórzu.

## Odznaczenia
- Krzyż Srebrny Orderu Wojskowego Virtuti Militari nr 5725 – 27 września 1922[6]
- francuski Krzyż Wojenny Croix de Guerre 1914–1918 w uznaniu męstwa okazanego w trakcie bitwy pod Arras 9 maja 1915
- Krzyż Niepodległości
- Krzyż Walecznych